# 陈铭志
陈铭志（1925年—2009年4月1日），男，河南西平人，中国作曲家、教育家，中国民主同盟盟员。1951年毕业于上海音乐学院理论作曲系。历任上海音乐学院讲师、副教授、教授、作曲指挥系主任、博士生导师。因在复调音乐的教学、作曲和理论方面成果卓著，而被誉为“中国复调大师”。音乐作品有独唱、独奏、室内乐、大台唱、管弦乐等。

## 音乐作品
- 大提琴曲：《欢乐舞曲》、《湘江之歌》、《草原赞歌》、《板车》
- 钢琴曲：《序曲与赋格十二首》、《乌苏里船歌》、《钢琴三重奏》、《钢琴小品八首》（1982年）[1][2]
- 乐曲集：《小型复调格律乐曲集》、《复调小曲集》

## 荣誉
- 2005年第五届中国音乐金钟奖“终身成就奖”[3]
- 著作《赋格曲写作》获1988年国家教委全国优秀教材一等奖
- 著作《复调音乐基础教程》获1992年文化部高等艺术院校优秀教材二等奖
- 1987年度上海市劳动模范
- 中国音协第四届理事
- 民盟上海市委常委
- 第六、七、八届上海市政协委员
- 民盟上海音乐学院支部主委
- 全国优秀教师